# Anatole Katok
Anatole Katok (în rusă Анатолий Борисович Каток; n. 9 august 1944, Washington, D.C., District of Columbia, SUA – d. 30 aprilie 2018, Danville⁠(d), Pennsylvania, SUA) a fost un matematician american de origine rusă. Katok a fost directorul Centrului de Sisteme Dinamice și Geometrie la Pennsylvania State University. Domeniul său principal de cercetare era teoria sistemelor dinamice.

## Date biografice
Anatole Katok a absolvit Universitatea din Moscova cu titlul de master în 1965 și gradul de doctor în 1968 (cu teza Aplicații ale metodei aproximărilor periodice ale sistemelor dinamice în teoria ergodică sub coordonarea lui Yakov Sinai).  A emigrat în Statele Unite în 1978. A fost căsătorit cu Svetlana Katok, de asemenea matematician, care lucrează în teoria sistemelor dinamice.

## Activitatea științifică
În perioada studillor doctorale, Katok (împreună cu A. Stepin) a dezvoltat teoria aproximărilor periodice pentru transformările cu măsură invariantă, acum cunoscute ca aproximări Katok-Stepin. Această teorie a ajutat la soluționarea câtorva probleme deschise atribuite lui von Neumann și Kolmogorov. Lucrarea a câștigat premiul Societății Matematice din Moscova în 1967. 
Împreună cu Elon Lindenstrauss și Manfred Einsiedler, Katok a realizat un progres important în rezolvarea conjecturii lui Littlewood din teoria aproximărilor diofantine.
Profesorul Katok este cunoscut și pentru formularea câtorva conjecturi și probleme (pentru câteva a oferit premii) care au stimulat și influențat cercetarea în teoria sistemelor dinamice. Cea mai cunoscută este conjectura entropiei, ce leagă proprietățile geometrice și dinamice ale sistemelor geodezice. Aceasta este una din primele formulări ale fenomenului de rigiditate în sisteme dinamice. În ultimele două decenii, Katok a lucrat intens la alte fenomene de rigiditate, și în colaborare cu alți colegi, a adus contribuții importante în acest domeniu.
Rezultatele lui Katok despre proprietățile topologice ale sistemelor dinamice neuniform hiperbolice sunt printre cele mai cunoscute și citate. Printre acestea se numără proprietatea de densitate a orbitelor periodice, estimarea numărului lor, precum și estimarea entropiei topologice. Acestea au fost subiectul unei prezentări la Congresul Internațional al Matematicienilor din 1983, și a Lecturii Memoriale Rufus Bowen de la University of California, Berkeley din 1982.
Colaborarea profesorului Katok cu fostul lui student, Boris Hasselblatt, a rezultat în publicarea cărții Introduction to the Modern Theory of Dynamical Systems, la Cambridge University Press în 1995.
Anatole Katok a fost editor șef al revistei de specialitate „Journal of Modern Dynamics” și membru în biroul editorial al altor câtorva publicații prestigioase, incluzând „Ergodic Theory and Dynamical Systems”, „Cambridge Tracts in Mathematics” și „Cambridge Studies in Advanced Mathematics”.

## Activitatea didactică
Profesorul Katok a avut poziții permanente la trei facultăți de matematică: University of Maryland (1978-1984), California Institute of Technology (1984-1990) și din anul 1990 la Pennsylvania State University, unde deținea titlul de profesor Raymond N. Shibley din anul 1996. A fost conducător de doctorat pentru 37 de studenți.

## Recunoaștere științifică
În 1967 Katok a primit premiul Tinerilor Matematicieni al Societății Matematice din Moscova (cu A. Stepin and V. Oseledets). În 1983 a fost invitat să prezinte la Congresul Internațional al Matematicienilor de la Varșovia (lucrarea cu titlul Hiperbolicitate neuniformă și structura sistemelor dinamice diferențiabile). Katok a fost membru al Academiei Americane de Stiințe și Arte din anul 2004. În 2012 el a devenit membru de onoare (fellow) al Societății Americane de Matematică.

## Monografii științifice
- Anatole Katok and Boris Hasselblatt, Introduction to the Modern Theory of Dynamical Systems, Encyclopedia of Mathematics and Its Applications 54, Cambridge University Press, 1995, ISBN 0-521-34187-6
- Boris Hasselblatt and Anatole Katok, A First Course in Dynamics with a Panorama of Recent Developments, Cambridge University Press, 2003, ISBN 0521587506.
- Anatole Katok, Combinatorial Constructions in Ergodic Theory and Dynamics, Pennsylvania State University, University Park, PA, University Lecture Series, 2003, ISBN  978-0-8218-3496-1.
- Anatole Katok and Boris Hasselblatt (eds.) Handbook of Dynamical Systems, Vol 1A, Elsevier 2002, ISBN 0-444-82669-6.
- Anatole Katok and Boris Hasselblatt (eds.) Handbook of Dynamical Systems, Vol 1B, Elsevier 2005, ISBN 0-444-52055-4.
- Anatole Katok and Vaughn Climenhaga, Lectures on Surfaces: (Almost) Everything You Wanted to Know about Them, Pennsylvania State University - AMS, 2008, ISBN  978-0-8218-4679-7.
- Anatole Katok and Viorel Nitica, Rigidity in Higher Rank Abelian Group Actions Arhivat în 28 februarie 2014, la Wayback Machine.: Volume 1, Cambridge University Press, June 2011, ISBN 9780521879095.